# Новий Бішаул
Новий Бішау́л (рос. Новый Бишаул, башк. Яңы Вишауыл) — присілок у складі Кармаскалинського району Башкортостану, Росія. Входить до складу Старобабичевської сільської ради.
Населення — 73 особи (2010; 88 в 2002).
Національний склад:
- башкири — 99 %